# (13260) Sabadell
(13260) Sabadell (1998 QZ15) – planetoida z pasa głównego asteroid okrążająca Słońce w ciągu 4,07 lat w średniej odległości 2,55 j.a. Odkryta 23 sierpnia 1998 roku.